# Enola Holmes 2.
Az Enola Holmes 2. 2022-ben bemutatott, Nancy Springer amerikai író The Enola Holmes Mysteries című regénysorozatán alapuló brit–amerikai rejtélyfilm, amit Harry Bradbeer rendezett. A 2020-as Enola Holmes folytatása. A főbb szerepekben Millie Bobby Brown, Henry Cavill, Sam Claflin, Helena Bonham Carter, Louis Partridge látható.
Amerikai Egyesült Államokban és Magyarországon is 2022. november 4-én adta ki a Netflix.

## Cselekmény
Enola saját detektívügynökséget indít, de nehezen talál ügyfeleket, mivel bátyja, a híres detektív, Sherlock Holmes árnyékában találja magát. Egy Bessie nevű lány arra kéri Enolát, hogy segítsen megtalálni eltűnt húgát, Sarah Chapmant. Bessie és Sarah ugyanabban a Lyon család tulajdonában lévő gyufagyárban dolgozott, ahol a lányok tífuszban haltak meg. Bár mindenki azt hiszi, hogy Sarah elszökött, Bessie úgy véli, hogy bajban van. Bessie elviszi Enolát a gyárba, ahol Enola találkozik a forrófejű Mae-vel. Enola belopózik az irodába, ahol régi gyufamodelleket talál, amelyeknek a jelenlegi fehér hegy helyett piros volt a végük.
Enola gyanakodva követi Mae-t a Paragon Színházba, ahol Mae másodállásban dolgozik, felfedezi, hogy Sarah is ott dolgozott, és talál egy verset, amelyet egy titkos szeretője írt neki. Hazafelé tartva találkozik a részeg Sherlockkal, és hazaviszi a Baker Street 221B-be, ahol megtudja, hogy a férfi a legújabb ügyének megoldásán fáradozik, amelyben kormánytisztviselők zsarolásáról van szó, de nem tudja lenyomozni a számlák tulajdonosát, ahová a pénzt küldik. Enola arra következtet, hogy a vers egy kód, amely egy whitechapeli otthonhoz vezet; ott találja meg Mae-t, aki egy szúrt seb miatt haldoklik. Enola felfedez egy kottát Mae ruhájában, de Grail főfelügyelő megzavarja, aki gyilkossággal vádolja. A lány elmenekül, és Sherlock lakásába megy, ahol a férfi lejátssza neki a kottát, de nem találja a hangnemet. Sherlock megparancsolja neki, hogy maradjon a házban, és elmegy, hogy tisztázza a nevét, de Enola kitalálja, hogy Sarah szeretője ott lesz a Lyon család által rendezett bálon, és elmegy oda.
Ott találkozik Cicelyvel, egy barátságos nemesasszonnyal és Mira Troy-yal, Lord Charles McIntyre pénzügyminiszter titkárnőjével. Enola találkozik Tewkesburyvel, aki megtanítja táncolni, így lehetőséget talál arra, hogy közelebb kerüljön William Lyonhoz, a gyufagyár tulajdonosának fiához, aki Sarah szeretője. Eközben Sherlock összerakja a zsarolási terv üzenetét annak kiagyalójától, Moriartytól. Enolát Grail letartóztatja, mielőtt beszélhetne Williammel, de Sherlock az anyjukat, Eudoriát és radikális szüfrazsett-társát, Edithet veszi igénybe, hogy kiszabadítsák Enolát a börtönből.
Enola újraértékeli az ügyet, és rájön, hogy Sarah rájött, hogy a lányokat nem tífusz, hanem a gyufában használt fehér foszfor mérgezte meg. Tewkesburyben tett látogatása során Cicely betelefonál, és Enola rájön, hogy Cicely és Sarah ugyanaz a személy, és hogy a lány William-mel együtt dolgozott a gyufagyári összeesküvés leleplezésén. Tewkesbury és Enola szerelmet vallanak egymásnak, és elindulnak a gyárba, ahol találkoznak Sherlockkal, aki elmondja neki, hogy ügyeik kapcsolatban állnak egymással. Kikövetkeztetik, hogy Lord McIntyre megegyezett William apjával, hogy az olcsó foszforral nagyobb profitot termeljen. Megtalálják Williamet holtan, ugyanazzal a kottával, amit Enola talált Mae holttestén, és arra következtetnek, hogy a kotta valójában a Paragon Színház térképe, ahol találkoznak Sarah-val, aki megerősíti Enola megállapításait, és elárulja, hogy neki és Williamnek szüksége volt Tewkesbury segítségére, hogy leleplezzék McIntyre-t. Grail és több rendőr jelenik meg, és verekedés alakul ki. Végül legyőzik Grail embereit, és a férfi lezuhan.
Lord McIntyre megérkezik Lestrade-del és további rendőrökkel, és McIntyre elégeti a bizonyítékot. Sherlock és Enola arra következtetnek, hogy Mira Troy valójában Moriarty, és amit tudott, azt McIntyre és Lyonék zsarolására használta fel; William és Mae megölette, hogy megőrizze zsarolási tervét. Sarah, Bessie és Enola visszatérnek a gyárba, és felfedik a betegség és a halálesetek valódi okait, sikeresen meggyőzve a gyári munkásokat, hogy sztrájkot hirdessenek. McIntyre-t Tewkesbury segítségével letartóztatják, míg Moriarty megszökik a rendőrségi őrizetből. Enola új irodát rendez be Edith üzletében. Sherlock partnerséget ajánl neki, de Enola visszautasítja, mivel nem akar az árnyékában lenni. Ehelyett beleegyezik, hogy csütörtökönként 16 órakor rendszeresen találkozik vele. Később Tewkesbury is eljön, és meghívja Enolát egy bálba.
A stáblista közepén egy férfi kopogtat Sherlock Holmes ajtaján, Enola utasítására, hallva, hogy szobatársra van szüksége. A férfi Dr. John Watsonnak mutatkozik be, Sherlock pedig behívja őt.

## Szereplők
| Szerep                 | Színész                | Magyar hang         |
| ---------------------- | ---------------------- | ------------------- |
| Enola Holmes           | Millie Bobby Brown     | Vida Sára           |
| Sherlock Holmes        | Henry Cavill           | Welker Gábor        |
| Eudoria Holmes         | Helena Bonham Carter   | Majsai-Nyilas Tünde |
| Tewkesbury             | Louis Partridge        | Bauer Gergő         |
| Edith                  | Susie Wokoma           | Kokas Piroska       |
| Lestrade               | Adeel Akhtar           | Schnell Ádám        |
| Mira Troy              | Sharon Duncan-Brewster | Peller Mariann      |
| Grail felügyelő        | David Thewlis          | Győri Péter         |
| Cicely / Sarah Chapman | Hannah Dodd            | Antóci Dorottya     |
| Bessie Chapman         | Serrana Su-Ling Bliss  | Hegedűs Johanna     |
| Mae                    | Abbie Hern             | Csuha Bori          |
| William Lyon           | Gabriel Tierney        | L. Nagy Attila      |
| Hilda Lyon             | Róisín Monaghan        | Angyal Anita        |
| Henry Lyon             | David Westhead         | Németh Gábor        |
| Charles McIntyre       | Tim McMullan           | Kautzky Armand      |
| Mr. Bill Crouch        | Lee Boardman           | Hannus Zoltán       |
| Dr. Watson             | Himesh Patel           | Hamvas Dániel       |

### Magyar változat
- Magyar szöveg: Blahut Viktor
- Hangmérnök: Cs. Németh Bálint
- Vágó: Kajdácsi Brigitta
- Gyártásvezető: Gelencsér Adrienne
- Szinkronrendező: Dóczi Orsolya

A szinkront a Mafilm Audio Kft. készítette.

## A sorozat készítése
2020 szeptemberében a társproducer és főszereplő Millie Bobby Brown és Harry Bradbeer rendező elismerték, hogy szándékukban áll az Enola Holmes folytatásának elkészítése. 2020-ban a történet nem a regények egyikén alapul, hanem egy eredeti történet, amely a valós történelmi 1888-as gyufalányok sztrájkján és Sarah Chapman munkásaktivista életén alapul. Bradbeer úgy gondolta, hogy ez egy inspiráló feminista szimbólum, és az összefogás témáját mutatja be - "Enolának, hogy előbbre jusson, együtt kell működnie másokkal, és nem csak magára hagyatkozhat. Ez egy olyan történet, amely az 'én'-től a 'mi'-ig tart, és ez a testvériség története."
2021 áprilisában megerősítették, hogy készül a folytatás, amelyben Brown és Cavill újra eljátsszák Enola Holmes és Sherlock Holmes szerepét. 2021 májusában a Netflix hivatalosan is megerősítette a projektet. Brown állítólag 10 millió dollárt kapott a szerepéért. Sam Claflin azonban nem tudott visszatérni Mycroft Holmes szerepében, mert időbeosztási problémák, bár Mycroft hiánya miatt jobban tudtak Sherlockra koncentrálni.
A gyártás és a forgatás 2021 őszén kezdődött. 2021 októberében Hullban forgattak jeleneteket.
Cavill 2021 novemberében fejezte be a forgatást. A forgatás 2022. január 7-én fejeződött be.

## Fordítás
Ez a szócikk részben vagy egészben  az   Enola Holmes 2 című angol Wikipédia-szócikk ezen változatának fordításán alapul.  Az eredeti cikk szerkesztőit annak laptörténete sorolja fel. Ez a jelzés csupán a megfogalmazás eredetét és a szerzői jogokat jelzi, nem szolgál a cikkben szereplő információk forrásmegjelöléseként.